# سكارفيس (فلم 1932)
سكارفيس (بالإنجليزية: Scarface) (المعروف أيضًا باسم سكارفيس: عار الأمة و عار الأمة) هو فيلم أمريكي عام 1932 هوليوود ما قبل الكود فيلم عصابات من إخراج هوارد هوكس وإنتاجه هوارد هيوز. السيناريو الذي أعده بن هيكت، مبني بشكل فضفاض على رواية 1929 من أرميتاج تريل المستوحى من آل كابوني. الفيلم من بطولة بول موني في دور أنطونيو «توني» كامونتي وهو رجل عصابات ينهض بعنف عبر عصابة شيكاغو. في هذه الأثناء يلاحق كامونتي عشيقة رؤسائه بينما تطارد أخت كامونتي أفضل قاتل محترف. في ارتباط صريح بحياة كابوني يصور أحد المشاهد نسخة من مذبحة عيد القديس فالنتين.
بعد أن اشترى هيوز حقوق رواية تريل اختار هيوز بسرعة هوكس وهشت لتوجيه الفيلم وكتابته. ابتداءً من يناير 1931، كتب هيشت النص على مدى أحد عشر يومًا. تم إنتاج «سكارفيس» قبل تقديم إدارة كود الإنتاج في عام 1934 والتي فرضت اللوائح على محتوى الفيلم. ومع ذلك، فإن قانون هايز، وهو مقدمة أكثر تساهلاً، دعا إلى تعديلات كبيرة، بما في ذلك مقدمة تدين رجال العصابات، ونهاية بديلة لتوبيخ كامون بشكل أوضح، والعنوان البديل «عار الأمة». اعتقد المراقبون أن الفيلم يمجد العنف والجريمة. أدت هذه التغييرات إلى تأخير عرض الفيلم لمدة عام، على الرغم من أن بعض العروض احتفظت بنهايته الأصلية. العروض الحديثة للفيلم لها النهاية الأصلية على الرغم من أن بعض إصدارات دي في دي تتضمن أيضًا النهاية البديلة كميزة؛ تحافظ هذه الإصدارات على التغييرات التي طُلب من هيوز وهاكس إجراؤها للموافقة عليها من قبل مكتب هايز. لا توجد نسخة غير معدلة تمامًا معروفة.
كان استقبال الجمهور إيجابيًا، لكن الرقباء حظروا الفيلم في العديد من المدن والولايات، مما أجبر هيوز على إزالته من التداول وتخزينه في قبو. تم استرداد حقوق الفيلم بعد وفاة هيوز في السبعينيات. إلى جانب «ليتل سيزر» و «العدو العام» (كلاهما عام 1931)، يُعتبر فيلم «سكارفيس» من بين أهم أفلام العصابات، وأثرت بشكل كبير على النوع.
تمت إضافة فيلم «سكارفيس» إلى السجل الوطني للأفلام في عام 1994 من قبل مكتبة الكونغرس. في عام 2008، أدرج معهد الفيلم الأمريكي فيلم سكارفيس في المرتبة السادسة كأفضل فيلم عن رجال العصابات. أعيد إنتاجه باعتباره  1983 فيلم يحمل نفس الاسم بطولة آل باتشينو.

## قصة الفيلم

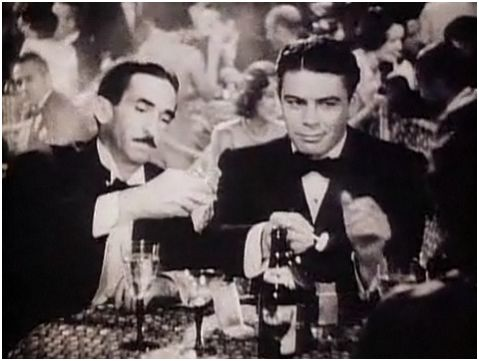
أوسجود بيركنز في دور جون "جوني" لوفو وبول موني في دور أنطونيو "توني" كامونتي في مشهد من إعلان الفيلم.

في  عشرينيات القرن الماضي شيكاغو، المهاجر الإيطالي أنطونيو "توني" كامونتي (بول موني) يتصرف بناءً على أوامر المافيا الإيطالية جون "جوني" لوفو (أوسجود بيركنز) ويقتل "بيج" "لويس كوستيلو زعيم الجريمة الرائد في المدينة ساوث سايد، شيكاغو. يتولى جوني السيطرة على الجانب الجنوبي مع توني كملازم رئيسي له، حيث يبيع كميات كبيرة من البيرة غير القانونية للحديث والعضلات في الحانات التي تديرها الجماعات المنافسة. ومع ذلك، حذر جوني توني مرارًا وتكرارًا من العبث مع العصابات الأيرلندية بقيادة أوهارا الذي يدير الجانب الشمالي. سرعان ما يتجاهل توني هذه الأوامر ويقضي على قضبان أوهارا ويجذب انتباه الشرطة ورجال العصابات المتنافسين. جوني يدرك أن توني خرج عن نطاق السيطرة ويطمح إلى تولي منصبه.
في هذه الأثناء، يلاحق توني صديقة جوني بوبي (كارين مورلي بثقة متزايدة. في البداية، كانت ترفضه لكنها توليه مزيدًا من الاهتمام مع ارتفاع سمعته. تزور شقته «المبهرجة» حيث يعرض عليها رأيه في لوحة إعلانية كهربائية توماس كوك وابنه والتي تحمل الشعار الذي يلهمه: «العالم ملكك».
قرر توني في النهاية إعلان الحرب والاستيلاء على الجانب الشمالي. يرسل قوينو رينالدو الذي يقلب العملة المعدنية وهو أحد أفضل رجاله وصديقه المقرب، لقتل أوهارا في متجر بائع زهور يستخدمه كقاعدة له. يؤدي هذا إلى انتقام شديد من عصابات الجانب الشمالي التي يقودها الآن جافني والمسلحة بـ مدفع رشاش طومسون والتي تلتقط على الفور خيال توني المظلم. يقود توني قواته لتدمير عصابات الجانب الشمالي والاستيلاء على أسواقهم، حتى درجة انتحال صفة ضباط الشرطة لقتل العديد من المنافسين في مرآب. يقتل توني جافني وهو يقوم بإضراب في صالة بولينغ.
تذهب عصابة ساوث سايد وبوبي إلى نادٍ ويرقص توني وبوبي معًا أمام جوني. بعد أن أظهر توني بوضوح نيته لسرقة الخشخاش، يعتقد جوني أن ربيبه يحاول الاستيلاء على السلطة ويرتب لاغتيال توني أثناء القيادة. تمكن توني من الهروب من هذا الهجوم وقام هو وجوينو بقتل جوني تاركين توني كرئيس بلا منازع للمدينة. من أجل التملص من قوة الشرطة المتزايدة الخطورة يغادر توني وبوبي شيكاغو لمدة شهر.

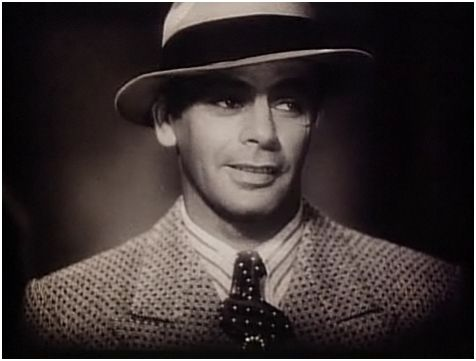
بول موني في مقطورة لأغنية "سكارفيس"

 أثارت تصرفات توني احتجاجًا عامًا والشرطة بطيئة خاتمة. بعد أن رأى أخته المحبوبة فرانشيسكا «تشيسكا» (آن دفوراك مع غوينو، قتل صديقه في غضب غيور قبل أن يتمكن الزوجان من إبلاغه بزواجهما السري. نفدت أخته في ذهول، على الأرجح لإخطار الشرطة. تتحرك الشرطة لاعتقال توني بتهمة قتل جينو، ويختبئ توني في منزله ويستعد لإطلاق النار على الشرطة. يعود سيسكا ويخطط لقتله، لكنه يقرر مساعدته في محاربة الشرطة. يسلح توني وسيسكا نفسيهما ويطلق توني النار على الشرطة من النافذة ضاحكًا بشكل مجنون. لكن بعد لحظات، قُتلت سيسكا برصاصة طائشة. نادى باسم سيسكا حيث امتلأت الشقة بالغاز المسيل للدموع غادر توني على الدرج وتواجهه الشرطة. يدافع توني عن حياته ولكنه يكسرها فقط ليطلق النار عليه ضابط مجهول بمسدس تومي. يتعثر لحظة ويسقط في الحضيض ويموت. من بين أصوات الهتاف اشتعلت النيران على لوحة كهربائية «العالم ملكك».

## فريق التمثيل
- بول موني مثل أنطونيو «توني» كامونتي
- آن دفوراك بدور فرانشيسكا «سيسكا» كامونتي
- كارين مورلي بدور الخشخاش
- أوسجود بيركنز مثل جون «جوني» لوفو
- C. هنري جوردون مفتش الشرطة بن غوارينو
- جورج رافت بدور جينو رينالدو
- فينس بارنيت دور أنجيلو
- بوريس كارلوف دور توم جافني
- بورنيل برات بصفته الناشر جارستون
- إدوين ماكسويل كرئيس للمباحث
- هاري جيه فيجار في دور لويس الكبير كوستيلو (غير معتمد) [1]
- هوارد هوكس في دور رجل على سرير (غير معتمد) [2]

## إنتاج

### تطوير
أراد قطب الأعمال هوارد هيوز، الذي انخرط في صناعة الأفلام، تحقيق نجاح كبير في شباك التذاكر بعد نجاح فيلمه عام 1931 الصفحة الأولى. كانت أفلام العصابات موضوعية في أوائل ثلاثينيات القرن العشرين في عصر الحظر، وأراد هيوز أن يصنع فيلمًا يعتمد على حياة رجل العصابات آل كابوني متفوقًا على جميع الأفلام الأخرى في هذا النوع. ونُصح بعدم تصوير الفيلم لأن النوع كان مزدحمًا؛ كان فيلم ليتل سيزر بطولة إدوارد جي روبنسون و العدو العام بطولة جيمس كاغني قد حقق بالفعل نجاحات في شباك التذاكر، وادعى وارنر برذرز أنه لا يمكن فعل شيء جديد مع هذا النوع من العصابات.  علاوة على ذلك، أصبح مراقبو الصناعة مثل مكتب هايز مهتمين بإضفاء بريق على الجريمة في وسائل الإعلام. 
اشترى هيوز حقوق رواية أرميتاغ تريل سكارفيس، المستوحاة من حياة كابوني. كتب تريل لعدد من مجلات القصص البوليسية خلال أوائل العشرينات، لكنه توفي بنوبة قلبية عن عمر يناهز 28 عامًا، قبل وقت قصير من إصدار سكارفيس.  وظف هيوز فريد باسلي، مراسل نيويورك والمسؤول عن كابوني، ككاتب. سأل هيوز بن هيشت، الذي فاز في عام 1929 بجائزة الأوسكار الأولى لأفضل سيناريو أصلي عن فيلم الجريمة الصامت عالم الجريمة، أن يكون كاتبًا رئيسيًا. شككت في هيوز كصاحب عمل، وطلب هيشت راتباً يومياً قدره 1000 دولار، يتم دفعه كل يوم في الساعة السادسة صباحاً. زعم هيشت أنه لن يضيع يوم عمل إلا إذا تبين أن هيوز محتال. أراد هيوز من المخرج هوارد هوكس أن يخرج ويشترك في الإنتاج. فاجأ هذا هوكس، حيث لم يكن الاثنان ودودين على الإطلاق. كان هيوز قد رفع دعوى قضائية ضد هوارد هوكس في يوليو 1930، مدعيا أن فيلم هوكس دورية الفجر قد انتحل فيلمه ملائكة الجحيم.  خلال لعبة الجولف، وعد هيوز بإسقاط الدعوى، وبحلول الثقب الثامن عشر، أصبح هوكس مهتمًا بإخراج الفيلم. أصبح أكثر اقتناعا عندما اكتشف أن هيشت سيكون الكاتب الرئيسي.  عمل هيشت وهاكس معًا بشكل جيد، وكانوا يعتزمون تصوير شخصية كابوني على أنها من عائلة Borgia، بما في ذلك اقتراح سفاح القربى بين الشخصية الرئيسية وأخته، الموجود في رواية درب. 

### الكتابة
كتب هيشت السيناريو على مدى أحد عشر يومًا في يناير 1931، مقتبسًا من رواية تريل. تم تقديم كتابة إضافية من قبل فريد باسلي ودبليو. ر. بيرنت، مؤلف رواية قيصر الصغير، والتي استند إليها فيلم قيصر الصغير. كتب باسلي السيناريو بما في ذلك عناصر من كتاب آل كابوني: سيرة ذاتية لرجل عصامي؛ يحتوي الكتاب على مشهد صالون حلاقة مع كابوني مشابه لمقدمة توني كامونتي في الفيلم. لم يُنسب الفضل إلى باسلي لعمله في السيناريو. أعاد جون لي ماهين وسيتون آي ميلر كتابة السيناريو من أجل الاستمرارية والحوار. بسبب وجود خمسة كتاب، من الصعب التمييز بين المكونات التي ساهم بها الكاتب؛ ومع ذلك، فإن نهاية سكارفيس مشابهة لفيلم العصابات الأول لهشت، العالم السفلي، حيث يحاصر رجل العصابات بول ويد نفسه في شقته مع عشيقه ويطلق النيران على جحافل الشرطة بالخارج، وبالتالي من المحتمل أن تكون مساهمة هيشت. النسخة السينمائية من فيلم سكارفيس تشبه الرواية قليلاً. الرغم من أن الفيلم يحتوي على نفس الشخصيات الرئيسية، ونقاط الحبكة، ونغمات سفاح القربى، فقد تم إجراء تغييرات لتقليل طول وعدد الشخصيات، ولتلبية طلبات مكاتب الرقابة. لجعل رجال العصابات يبدون أقل إثارة للإعجاب، تم جعل شخصية توني تبدو أقل ذكاءً وأكثر وحشية مما كانت عليه في الرواية. وبالمثل، تمت إزالة علاقة الأشقاء بين توني وضابط الشرطة لتجنب تصوير فساد الشرطة.

### روابط لكابوني
يعتمد الفيلم والرواية بشكل فضفاض على حياة رجل العصابات آل كابوني، الذي كان لقبه «سكارفيس».  تم تغيير أسماء الشخصيات والمواقع بشكل ضئيل فقط. أصبح كابوني كامونتي، توريو أصبح لوفو، وأصبح موران دوران. في بعض النصوص المبكرة، كان كولوسيمو هو كوليسيمو وأوبانون كان بانون، ولكن تم تغيير الأسماء إلى كوستيلو واوهارا على التوالي. كان هذا، بما في ذلك التعديلات الأخرى التي تم إجراؤها على الشخصيات ومواقع تحديد الهوية الأخرى للحفاظ على إخفاء الهوية، بسبب الرقابة وقلق هوكس بشأن الإفراط في استخدام التفاصيل التاريخية.  التقى بن هيشت بكابوني و «عرف الكثير عن شيكاغو»، لذلك لم يقم بأي بحث عن السيناريو.  وفقًا لهشت، أثناء عمله على السيناريو، أرسل كابوني رجلين لزيارته في هوليوود للتأكد من أن الفيلم لا يستند إلى حياة كابوني.  أخبرهم أن شخصية سكارفيس كانت محاكاة ساخرة للعديد من الأشخاص، وأنه تم اختيار العنوان لأنه مثير للاهتمام. ترك الاثنان هشت وحده.  كانت الإشارات إلى كابوني والأحداث الفعلية من حروب عصابات شيكاغو واضحة للجمهور في ذلك الوقت. كان لشخصية موني ندبة مشابهة لكابوني، تم تلقيها في معارك مماثلة.  ذكرت الشرطة في الفيلم أن كامونتي عضو في فايف بوينتس جانج في بروكلين، والتي كان كابوني عضوًا معروفًا فيها.  قتل توني رئيسه «بيج لويس» كوستيلو في بهو ناديه. كان كابوني متورطًا في قتل رئيسه الأول "بيج جيم" كولوسيمو في عام 1920. قُتل الزعيم المنافس أوهارا في محل بيع الزهور الخاص به؛ قتل رجال كابوني دين أوبانيون في محل لبيع الزهور عام 1924.  اغتيال سبعة رجال في مرآب، مع اثنين من المسلحين يرتدون زي ضباط الشرطة، يعكس مذبحة عيد القديس فالنتين عام 1929. زعيم هذا عصابة منافسة تفلت من إطلاق النار بصعوبة، كما فعل زعيم العصابة باغز موران. يبدأ الفيلم عند تقاطع شارع 22 وشارع واباش في وسط الجانب الجنوبي من كابوني، موقع العديد من جرائم كابوني. على الرغم من الإشارات الواضحة إلى كابوني، ترددت شائعات عن إعجاب كابوني بالفيلم لدرجة أنه امتلك نسخة منه.  ومع ذلك، كان هذا على الأرجح ادعاءً مبالغًا به من قبل هوكس حيث تم سجن كابوني في أتلانتا بسبب التهرب الضريبي أثناء إطلاق الفيلم.

### التمثيل
وجدت هاكس وهيوز صعوبة في اختيار الممثلين لأن معظم الممثلين كانوا متعاقدين وكانت الاستوديوهات مترددة في السماح لفنانيهم بالعمل لحسابهم الخاص للمنتجين المستقلين.  اقترح المنتج إرفينج ثالبرج أن كلارك جابل، لكن هوكس اعتقد أن جابل شخصية وليس ممثلاً.  بعد رؤية بول موني في برودواي، اقترح عليه وكيل المواهب آل روزين أن يقوم بالدور الرئيسي. رفض موني في البداية، حيث شعر أنه غير مناسب جسديًا لهذا الدور، ولكن بعد قراءة السيناريو، أقنعته زوجته بيلا بأخذ الدور.  بعد إجراء اختبار في نيويورك، وافق هيوز وهوكس وهشت على موني للدور.  تم اختيار بوريس كارلوف في دور رجل العصابات الأيرلندي جافني.  جاك لا رو على أنه مساعد توني كامونتي جينو رينالدو (على غرار الحارس الشخصي لكابوني فرانك ريو) ولكن نظرًا لأنه كان أطول من موني، كان هوكس قلقًا من أن يطغى على شخصية موني الصعبة في سكارفيس.  تم استبداله بجورج رافت، الممثل المكافح في ذلك الوقت، بعد أن قابله هوكس في معركة جائزة. لعب رافت دورًا مشابهًا للغاية في العام السابق حيث ظهر لأول مرة في فيلمه الطويل الملايين السريعة بطولة سبنسر تريسي، لكن دور سكارفيس سيجعل من رافت نجمًا. على الرغم من أن كارين مورلي كانت متعاقدة مع مترو غولدوين ماير، إلا أن هوكس كان مقربًا من استوديو مترو غولدوين ماير التنفيذي إيدي مانيكس، الذي أقرض مورلي للفيلم. وبحسب ما ورد تم اختيارها بين دور بوبي أو سيسكا. على الرغم من أن سيسكا كان الدور الأقوى، فقد اختارت بوبي لأنها شعرت أن سيسكا ستكون مناسبة بشكل أفضل لصديقتها آن دفوراك. واعتبرت أن هذا «ربما كان أجمل شيء فعلته هي في حياتها».  دعا مورلي دفوراك البالغ من العمر 20 عامًا إلى حفلة في منزل هوكس لتقديمهم. وفقا لهوكس، في الحفلة، ركزت دفوراك على جورج رافت الذي لعب اهتمامها بالحب. في البداية رفض دعوتها للرقص. حاولت أن ترقص أمامه لكي تستدرجه. في النهاية، استسلم، وأوقف رقصهم معًا الحفلة.  بعد هذا الحدث، كانت هوكس مهتمة باختيارها ولكن لديها تحفظات على افتقارها للخبرة. بعد اختبار الشاشة، أعطاها الجزء، وكانت مترو غولدوين ماير مستعدة لإطلاق سراحها من عقدها كفتاة في الجوقة. كان على دفوراك أن تحصل على إذن من والدتها آنا لير وأن تفوز بالتماس قدم إلى المحكمة العليا لتتمكن من التوقيع مع هوارد هوكس كقاصر.

### التصوير

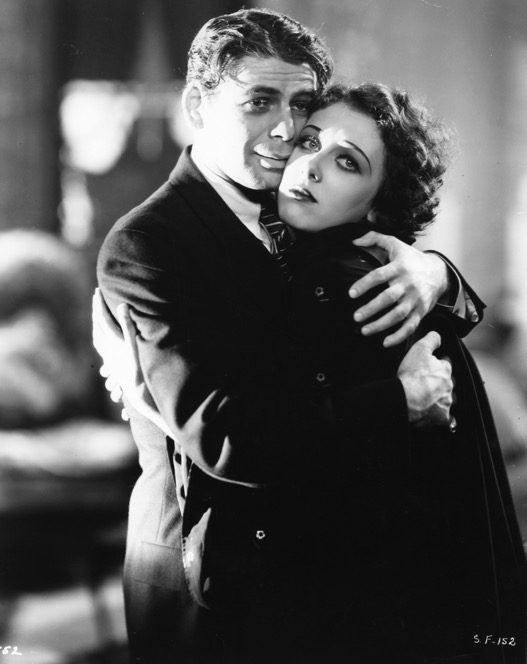
بول موني وآن دفوراك في فيلم سكارفيس

استمر التصوير ستة أشهر، وهو ما كان طويلاً بالنسبة للأفلام التي تم إنتاجها في أوائل الثلاثينيات. ظل هوارد هيوز في وضع عدم الاستقرار لتجنب التدخل في تصوير الفيلم. حث هيوز هوكس على جعل الفيلم مثيرًا بصريًا قدر الإمكان عن طريق إضافة مطاردات وحوادث ونيران مدافع رشاشة.  هوكس الفيلم في ثلاثة مواقع مختلفة: استوديو صامويل جولدوين وهارولد لويد ومسرح المايا في لوس أنجلوس. استغرق التصوير ثلاثة أشهر مع طاقم العمل وطاقم العمل سبعة أيام في الأسبوع. بالنسبة للمشهد الأكثر عنفًا في الفيلم في المطعم، قام هوكس بإخلاء المكان لتجنب إلحاق الأذى بالإضافات وقام بإطلاق النار على المجموعة بواسطة رشاشات. قام الممثلون بتمثيل المشهد أمام شاشة بإطلاق النار في الخلف، بحيث احتشد الجميع تحت الطاولات في المطعم، بدت الغرفة وكأنها تحت النار في نفس الوقت.  أثناء التصوير، التقى هوكس وهيوز بمكتب هايز لمناقشة المراجعات. على الرغم من ذلك، تم تصوير سكارفيس ووضعها معًا بسرعة. في سبتمبر 1931، تم عرض مقطع تقريبي من الفيلم من أجل لجنة الجريمة في كاليفورنيا ومسؤولي الشرطة، ولم يعتقد أي منهم أن الفيلم كان له تأثير خطير على الجماهير أو قد يثير رد فعل إجرامي. حصل إيرفينغ ثالبرغ على عرض متقدم وأعجب بالفيلم. على الرغم من ردود الفعل الإيجابية التي تم تقديمها للفيلم، كان مكتب هايز يصر على التغييرات قبل الموافقة النهائية.

### الرقابة
تم إنتاج وتصوير فيلم سكارفيس خلال حقبة رمز مسبق في هوليوود، والتي امتدت من عام 1930 إلى عام 1934. تتميز حقبة رمز مسبق بفرزها غير الرسمي والعشوائي وتنظيم محتوى الفيلم، قبل إنشاء إدارة كود الإنتاج (PCA) في يوليو 1934. قبل نفوذ قانون مكافحة الفساد، أشرف منتجو وموزعو الصور المتحركة الأمريكيون (جمعية الفيلم الأمريكي) على الرقابة. في عام 1930، حاول ويل هايز، رئيس جمعية الفيلم الأمريكي، تنظيم محتوى الأفلام. أصبحت جمعية الفيلم الأمريكي تُعرف باسم مكتب هايز.  كان هدف مكتب هايز هو فرض رقابة على العري والجنس وتعاطي المخدرات والجريمة. وبشكل أكثر تحديدًا بالنسبة إلى سكارفيس، أراد مكتب هايز تجنب التصوير المتعاطف للجريمة إما بإظهار المجرمين وهم يدركون خطأ طرقهم أو إظهار المجرمين وهم يعاقبون.  ومع ذلك، لم يكن لدى مكتب هايز سلطة إزالة المواد من الفيلم حتى تعهدت جمعية الفيلم الأمريكي رسميًا بالالتزام بقانون الإنتاج في عام 1934، لذلك اعتمدوا على تأخير إصدار الفيلم والضغط لإزالة المشاهد أو منع الأفلام من الظهور. أنتجت. تهربت الأفلام من مكتب هايز من خلال إضافة مشاهد موحية للغاية حتى يتمكنوا من إزالتها وإرضاء مكتب هايز بدرجة كافية بحيث لا يلاحظون الانحرافات الأقل التي بقيت في الفيلم.  وصف جي إي سميث سكارفيس بأنه «واحد من أكثر الأفلام رقابة في تاريخ هوليوود».  يعتقد هوارد هوكس أن مكتب هايز لديه ثأر شخصي ضد الفيلم، بينما يعتقد هيوز أن الرقابة كانت بسبب «دوافع خفية وسياسية» للسياسيين الفاسدين. ومع ذلك، نفى جيمس وينجيت من مجالس الرقابة في نيويورك أن هيوز كانت منشغلة بـ «دعاية شباك التذاكر» في إنتاج الفيلم.  بعد الطلبات المتكررة لإعادة كتابة السيناريو من مكتب هايز، أمر هيوز هوكس بتصوير الفيلم: «تخلص من مكتب هايز، اجعله واقعيًا ومروعًا قدر الإمكان.»  مكتب هايز غضب من سكارفيس عندما قاموا بفحصه. وفقًا لمكتب هايز، انتهك سكارفيس القانون، لأن الفيلم أثار التعاطف مع شخصية ميني وكشف للشباب طريقة ناجحة للجريمة.  دعا مكتب هايز إلى حذف المشاهد وإضافة مشاهد لإدانة العصابات ونهاية مختلفة. كانوا يعتقدون أن وفاة توني في نهاية الفيلم كانت مجيدة للغاية. بالإضافة إلى العنف، شعرت جمعية الفيلم الأمريكي بوجود علاقة غير لائقة بين الشخصية الرئيسية وأخته كانت علنية للغاية، خاصة عندما يحملها بين ذراعيه بعد أن يصفعها ويمزق فستانها ؛ أمروا بحذف هذا المشهد. قام هيوز، من أجل الحصول على موافقة جمعية الفيلم الأمريكي، بحذف المشاهد الأكثر عنفًا، وإضافة مقدمة لإدانة العصابات، وكتب نهاية جديدة. بالإضافة إلى ذلك، تمت إضافة مشهدين للإدانة الصريحة للعصابات، مثل مشهد ينظر فيه ناشر صحيفة إلى الشاشة ويوجه اللوم المباشر للحكومة والجمهور على عدم تحركهم في مكافحة عنف الغوغاء والمشهد الذي فيه رئيس المباحث يستنكر تمجيد رجال العصابات.  رفض هوكس تصوير المشاهد الإضافية والنهاية البديلة. تم إخراجهم من قبل ريتشارد روسن، وحصل روسن على لقب «المخرج المشارك».  تم توجيه هيوز لتغيير العنوان إلى «الخطر، عار الأمة» أو الأصفر لتوضيح موضوع الفيلم. بعد شهر من المساومة، تنازل عن لقب سكارفيس، عار الأمة وإضافة مقدمة تدين «العصابة» بالمعنى العام. قام هيوز بمحاولة لإطلاق الفيلم تحت عنوان «ذا سكار» عندما تم رفض العنوان الأصلي من قبل مكتب هايز.  إلى جانب العنوان، تمت إزالة مصطلح «سكارفيس» من الفيلم. في المشهد الذي قتل فيه توني رينالدو، تقول سيسكا كلمة «قاتل»، لكن يمكن رؤيتها تتكلم بكلمة «سكارفيس».  كان النص الأصلي قد جعل والدة توني تحب ابنها دون قيد أو شرط، وتثني على أسلوب حياته، وحتى تقبل المال والهدايا منه. بالإضافة إلى ذلك، كان هناك سياسي، على الرغم من حملته ضد رجال العصابات على المنصة، يظهر الاحتفال معهم بعد ساعات. ينتهي النص مع بقاء توني في المبنى، غير متأثر بالغاز المسيل للدموع وعدة رصاصات أطلقت عليه. بعد أن اشتعلت النيران في المبنى، اضطر توني للخروج واشتعلت النيران في البنادق. تم رشه بنيران الشرطة لكنه بدا غير منزعج. عند ملاحظة ضابط الشرطة الذي كان يعتقله طوال الفيلم، أطلق النار عليه، فقط لسماع صوت «نقرة» واحد يشير إلى أن بندقيته فارغة. قُتل بعد أن أطلق عليه الشرطي النار عدة مرات. سمع صوت نقر متكرر على الموسيقى التصويرية مما يشير إلى أنه كان يحاول إطلاق النار بينما كان يحتضر.

### نهاية بديلة
اكتملت النسخة الأولى من الفيلم (النسخة أ) في 8 سبتمبر 1931، لكن المراقبين طلبوا تعديل النهاية وإلا رفضوا منح سكارفيس ترخيصًا. لم يتمكن بول موني من إعادة تصوير النهاية في عام 1931 بسبب عمله في برودواي. ونتيجة لذلك، أُجبر هوكس على استخدام جسد مزدوج. تم تصوير مضاعفة الجسد بشكل أساسي عن طريق الظلال واللقطات الطويلة لإخفاء غياب موني في هذه المشاهد. تختلف النهاية البديلة (النسخة ب) عن النهاية الأصلية في الطريقة التي تم بها القبض على توني والتي مات بها. على عكس النهاية الأصلية حيث حاول توني الهروب من الشرطة ومات بعد إطلاق النار عليه عدة مرات، في النهاية البديلة، سلم توني نفسه على مضض للشرطة. بعد اللقاء، لم يظهر وجه توني. يتبع مشهد حيث يخاطب القاضي توني أثناء النطق بالحكم. المشهد التالي هو الخاتمة، حيث يتم إحضار توني (من منظور عين الطائر) إلى المشنقة وشنق. ومع ذلك، فإن النسخة (ب) لم تجتاز رقبتي نيويورك وشيكاغو. شعر هوارد هيوز أن مكتب هايز لديه نوايا مشبوهة في رفض الفيلم لأن هايز كان صديقًا لـ لويس بي. ماير وهيوز يعتقد أن الرقابة كانت لمنع المنافسين الأثرياء المستقلين من إنتاج الأفلام. واثقًا من أن فيلمه يمكن أن يبرز بين الجماهير أكثر من أفلام ماير، فقد نظم هيوز عرضًا صحفيًا للفيلم في هوليوود ونيويورك. أشادت صحيفة نيويورك هيرالد تريبيون بهوجز لشجاعته في معارضة الرقابة. تبرأ هيوز من الفيلم الخاضع للرقابة وأخيراً أصدر في عام 1932 النسخة أ مع مقدمة نصية مضافة في الولايات التي تفتقر إلى رقابة صارمة (حاول هيوز مقاضاة رقباء نيويورك). أدى إصدار عام 1932 هذا إلى وضع شباك التذاكر المخلص ومراجعات نقدية إيجابية. نجح هيوز في الدعاوى القضائية اللاحقة ضد المجالس التي فرضت الرقابة على الفيلم. بسبب انتقادات من الصحافة، ادعى هايز أن النسخة المعروضة في المسارح كانت الفيلم الخاضع للرقابة الذي وافق عليه سابقًا. 

### موسيقى
بسبب الإعداد الحضري للفيلم، لم يتم استخدام الموسيقى غير النباتية (غير مرئية على الشاشة أو ضمنية لتكون موجودة في القصة) في الفيلم.  الموسيقى الوحيدة التي تظهر في الفيلم هي خلال الاعتمادات الافتتاحية والختامية وأثناء مشاهد الفيلم حيث تظهر الموسيقى بشكل طبيعي في حركة الفيلم مثل الملهى الليلي. خدم أدولف تاندلر كمخرج موسيقي للفيلم، بينما عمل جوس أرنهايم كقائد الأوركسترا. غوس أرنهايم وأوركسترا كوكوانوت جروف يؤديان «سانت لويس بلوز» و«بعض هذه الأيام» لشيلتون بروكس في الملهى الليلي. إن صفارات اللحن في الفيلم هي السداسية من أوبرا غايتانو دونيزيتي الشعبية لوسيا دي لاميرمور. هذه النغمة مصحوبة بكلمات تترجم إلى، «ما الذي يقيدني في مثل هذه اللحظة؟»، ويستمر هذا اللحن في الظهور خلال المشاهد العنيفة في الفيلم.  أغنية سيسكا التي يغنيها أثناء العزف على البيانو هي «حطام القديم 97».